# Sanitz
Sanitz település Németországban, Mecklenburg-Elő-Pomeránia tartományban. Lakosainak száma 6626 fő (2023. december 31.). Sanitz Dummerstorf, Broderstorf és Thulendorf községekkel határos.

## Népesség
A település népességének változása:
| Lakosok száma | 5948 | 5969 | 5969 | 6372 | 6564 | 6626 |
|               | 2017 | 2018 | 2019 | 2021 | 2022 | 2023 |